# 马娅·波波维奇
马娅·波波维奇（1972年—），是现任塞尔维亚司法部长，曾担任安全情报部长内拉·库布罗维奇的特别顾问。

## 政治生涯
波波维奇1972年出生于南斯拉夫贝尔格莱德。她在西班牙巴利阿里群岛就读高中，学习了英文和西班牙文。1989年，她就读贝尔格莱德大学法学院，21岁时毕业。之后，她在诺维萨德大学通过了律师资格考试，进入贝尔格莱德地方法院工作。她以26岁之龄当选南斯拉夫联盟历史上最年轻的法官。自2000年至2012年，她成立了自己的律师事务所，参与辩护了商业案、非辩护纠纷，以及高科技犯罪、有组织犯罪等案件。
2012年至2014年，她在贝尔格莱德紧急医疗救助所工作，之后进入安全情报部。随后，她被任命为部长库布洛维奇的特别顾问。
2020年10月28日起，她在安娜·布納比奇总理任内担任塞尔维亚司法部长。

## 个人生活
马娅·波波维奇的丈夫是曾担任过贝尔格莱德上诉法院刑事法官的拉斯特科·波波维奇，他们育有两个孩子。马娅本人精通英语、意大利语、法语和西班牙语。